# Зарајск
Зарајск (рус. Зарайск) град је у Русији у Московској области. Према попису становништва из 2010. у граду је живело 24645 становника.

## Становништво
| 1939.  | 1959.  | 1970.  | 1979.  | 1989.  | 2002.  | 2010.  |
| ------ | ------ | ------ | ------ | ------ | ------ | ------ |
| 17.156 | 20.789 | 23.703 | 26.659 | 26.958 | 25.093 | 24.645 |